# Liedertswil
Liedertswil es una comuna suiza del cantón de Basilea-Campiña, situada en el distrito de Waldenburgo. Limita al norte con la comuna de Titterten, al este con Oberdorf, al sur con Waldenburg, y al oeste con Reigoldswil.

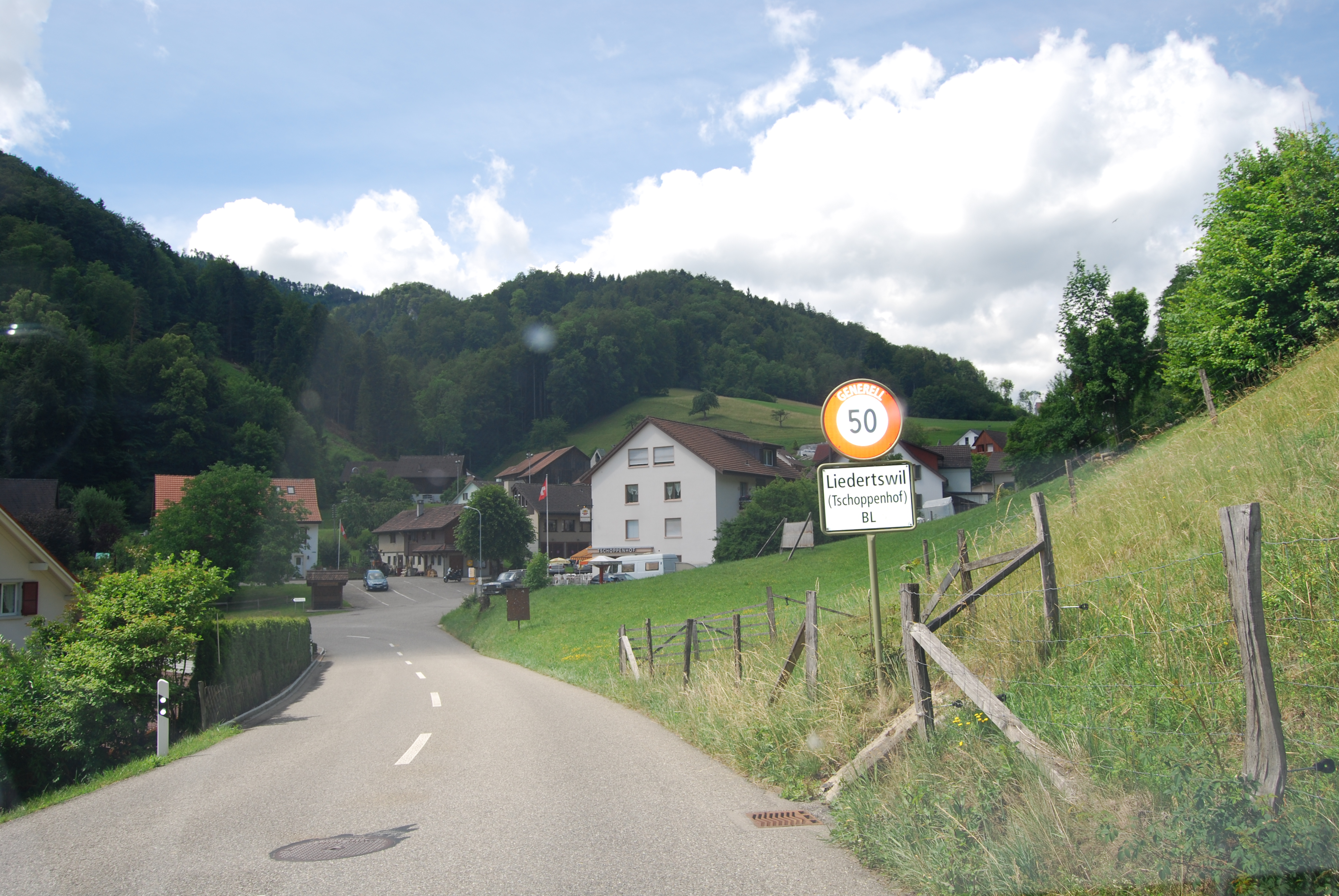
Liedertswil